# Linda Osifo
Linda Osifo (27 de julio de 1991) es una actriz y presentadora nigeriana. Fue finalista en el certamen Miss Nigeria Entertainment Canada 2011 y en Miss AfriCanada 2011. En 2015, Linda se convirtió en un talento prometedor de Nollywood cuando fue nominada para los premios ELOY por su papel en la exitosa serie de televisión Desperate Housewives Africa de Ebonylife TV, una adaptación del programa del mismo nombre de la cadena ABC.

## Filmografía

### Cine y televisión
- Judas Kiss (2016)
- Cajole (2016)
- Tinsel (2015)
- Rumour has it (2016)
- Uncomplicated (2016)
- Flip Side (2016)
- Yesterday (2016)
- The Dark Box (2017)
- Desperate Housewives Africa (2015)
- Bed Lamp (2015)
- Hidden Truth (2016)
- Hit & Run (2018)
- Jemeji (2017)
- Fifty - The series (2017)
- Son of Mercy (2020)
- Unroyal (2020)

## Premios
| Premio                              | Categoría                 | Año  | Resultado |
| ----------------------------------- | ------------------------- | ---- | --------- |
| Diaspora Entertainment Awards       | Mejor actriz              | 2016 | Nominada  |
| African Entertainment Awards Canada | Mejor actor               | 2015 | Ganadora  |
| Exquisite Ladies of the Year Award  | Mejor actriz en una serie | 2015 | Nominada  |
| Starzz Award                        | Actor creativo del año    | 2018 | Ganadora  |